# La valle degli uomini luna
La valle degli uomini luna è un film del 1955 diretto da Charles S. Gould. Si tratta del quindicesimo film della saga di Jim della giungla ed è il secondo con Johnny Weissmuller nel ruolo dell'avventuriero protagonista Johnny Weissmuller.

## Trama
La scrittrice ed archeologa Ellen Marsten convince l'avventuriero Johnny Weissmuller a farle da guida nel cuore della giungla africana sulle tracce di una antica colonia egizia. L'uomo è inizialmente è contrario ma quando apprende che un conoscente, Marro, è stato rapito da una tribù di pigmei noti "Uomini Luna" che vivono nella regione di Baku.
Mentre alla spedizione si aggrega anche Bob Prentice, un amico di Ellen, Marro riesce a fuggire dai suoi rapitori ma muore poco dopo. Interrogando il pigmeo Damu, Weissmuller scopre che Marro è stato nutrito con una pozione voodoo che lo avrebbe ucciso una volta che avesse cercato di scappare da Baku.
Poco dopo, gli "Uomini Luna" attaccano l'accampamento e rapiscono Prentice. Weissmuller e Marsten si mettono sulle loro tracce e giungono all'ingresso del tempio di Baku, ignorando però di essere seguiti da Mark Santo e dal suo braccio destro Max, due delinquenti desiderosi di mettere le mani sui diamanti dei pigmei. I quattro vengono catturati dagli "Uomini Luna" e condotti al cospetto della regina Oma, sacerdotessa della dea Baku. Da lei Ellen apprende che le sue teorie erano vere: la donna è infatti l'unica superstite della colonia egizia ed è in possesso del segreto dell'eterna giovinezza. Oma, informa il gruppo che Prentice è stato scelto per prendere il posto di Marro come sacerdote di Baku.
Per permettere agli altri di essere lasciati liberi, Weissmuller decide di sacrificarsi e di restare lui nel tempio e diventarne sacerdote. Ma prima che gli altri siano liberati, Santo ruba una grande quantità di diamanti ed ha uno scontro con Weissmuller. Oma li sorprende e pensando che volessero fuggire con i diamanti li condanna ad essere sbranati dai leoni. Grazie all'aiuto di Cita, la scimmia di Weissmuller, il gruppo riesce a fuggire. Santo e Max vengono sbranati dai leoni, mentre gli altri riescono a scappare.
Weissmuller convinge Oma a rivelare loro una via di uscita veloce da Baku e poi la costringe a seguirli sebbene la donna tema che una volta uscita da lì incapperà nell'ira di Ra, dio egizio del sole. Come da lei temuto, una volta uscita alla luce del sole Oma viene ridotta in polvere. Mentre Prentice si lamenta dell'assenza di prove per dimostrare l'esistenza di Baku, lo scimpanzé Cita esce dal tempio con al collo il ciondolo di diamanti del sacerdote di Baku.

## Produzione
Johnny Weissmuller ha interpretato se stesso, come un avventuriero della giungla protagonista. Era la seconda volta che lo faceva. Gli elementi della trama del film sono stati presi da La donna eterna di H. Rider Haggard.
Mentre era ancora in lavorazione, il film è stato intitolato semplicemente Moon Men. È stato diretto da Charles S. Gould con Eddie Saeta come assistente. Sam Katzman era responsabile della produzione per la Columbia Pictures, mentre Jo Pagano e Dwight Babcock hanno scritto la sceneggiatura basata su una storia di Pagano.
Le location delle riprese includevano Iverson e Corriganville. Le riprese sono iniziate ufficialmente il 19 maggio 1954 e sono terminate il 25 maggio 1954. Alcune scene provenienti da un precedente film della serie, Caccia all'uomo nella jungla (1951), sono presenti nel film.

## Distribuzione
Il film è stato distribuito negli Stati Uniti nell'aprile 1955.
In Italia, il film otterrà il visto di censura # 27873 il 13 ottobre 1958.

## Accoglienza
Un recensore per la rivista Variety ha scritto che "si inserisce nelle offerte passate della serie di Sam Katzman e dovrebbe fare lo stesso tipo di affari in situazioni di programma". The Hollywood Reporter ha criticato il film per essere "scritto e diretto con negligenza". Nel valutare il film nel suo libro del 2012 Columbia Pictures Movie Series, 1926—1955: The Harry Cohn Years, Gene Blottner ha elogiato lo sforzo di regia di Gould, così come l'ottima cinematografia e l'illuminazione "superba". Ha affermato che il film era "inverosimile" nella sua trama ma "non è noioso".

## Errori
Nel film viene detto che Osiride è la dea egizia della distruzione mentre in realtà era il dio dell'oltretomba.